# Дедов Остров
Дедов Остров — упразднённый хутор в Тотемском районе Вологодской области.
Входил в состав Пятовского сельского поселения, с точки зрения административно-территориального деления — в Пятовский сельсовет.
Располагался на острове посередине реки Сухона. Расстояние по автодороге до районного центра Тотьмы — 9 км, до центра муниципального образования деревни Пятовская — 9,5 км. Ближайшие населённые пункты — Внуково, Советский, Усть-Царева.
По данным переписи в 2002 году постоянного населения не было. Упразднён 16 октября 2023 года Постановлением Правительства Вологодской области от 16.10.2023 № 1165.
На острове расположен памятник архитектуры Дедова пустынь, включающий в качестве отдельного объекта культурного наследия настоятельский корпус.